# Valnegra
Valnegra (lombardul: Alnigra) település Olaszországban, Lombardia régióban, Bergamo megyében. Lakosainak száma 210 fő (2023. január 1.). Valnegra Lenna, Piazza Brembana, Moio de’ Calvi és Piazzolo községekkel határos.

## Népesség
A település lakossága az elmúlt években az alábbi módon változott:
| Lakosok száma | 211  | 211  | 210  |
|               | 2017 | 2018 | 2023 |